# Sargon Akađanin
Sargon Akađanin, također i Sargon Veliki (akad. Šaru kinu, "pravi kralj"), ponekad pogrešno nazivan Sargon I., vladao je od 2334. pr. Kr. do 2279. pr. Kr., te je utemeljio akadsku dinastiju. On je prvi poznati vladar koji je želio osvojiti cijeli tada poznati svijet. Poznato je da se njegovo carstvo prostiralo od Elama do Sredozemnog mora, a uključivalo je Mezopotamiju te vjerojatno i Anatoliju. Vladao je iz nove prijestolnice, Akada, koja se smjestila na lijevoj obali Eufrata, između Sipara i Kiša.
Sargonova je supruga bila kraljica Tašlultum.

## Legenda
Sargon Akađanin toliko je utjecao na događaje u Mezopotamiji da su se oko njega splele mnoge legende, pa je danas teško razlikovati što je od toga povijesno vjerodostojno. U sumerskoj književnosti postoje tekstovi kasnije nazvani "Legenda o Sargonu", a vjeruje se da opisuju njegov život. Većina toga teksta nije se sačuvala. Iz sačuvanog ostatka saznaje se da je ime Sargonovog oca bilo La'ibum, te da je Sargon bio imenovan peharnikom kralja Ur-Zababe u Kišu. Kad je Sargon u snu imao viđenje u kojem božica Inana utapa Ur-Zababu, ovaj se preplašio, te nastojao pogubiti Sargona, no to sprečava Inana. Ur-Zababa tada odlučuje poslati Sargona kralju Uruka s porukom zapisanom na glinenoj pločici u kojoj od njega traži da ubije donositelja. Nastavak legende nije sačuvan, no vjerojatno govori o Sargonovu dolasku na vlast.

## Popisi kraljeva
Popis sumerskih kraljeva donosi sljedeći tekst o Sargonu:
U Agadi [Akadu], Sargon, čiji je otac bio vrtlar, pisar Ur-Zababin, postade kralj, kralj Agade, onaj koji je uspostavo Agade; vladao je 56 godina.
Popis asirskih kraljeva naziva Sargona "kraljem Asiraca", te ga opisuje kao sina Ikunuma, te ga prikazuje kao jednog od utemeljitelja carstva. Neoasirski tekst iz 7. st. pr. Kr. ovako opisuje njegovo rođenje i djetinjstvo:
Moja je majka bila prevrtljivica, oca nisam poznavao. Braća moga oca voljela su brda. Moj je grad Azupiranu, koji se nalazi na obalama Eufrata. Moja me prevrtljiva majka rodila, u tajnosti me rodila. Položila me u košaru od rogoza i bitumenom zapečatila poklopac. Bacila me u rijeku koja me poklopila. Rijeka me nosila i donijela me u Akkiju, vodonoscu. Akki, vodonosac, postavio me svojim vrtlarom. Dok sam bio vrtlar, Ištar me obdarila svojom ljubavlju i kroz četiri i [...] godine bio sam kraljem. (1907:87-96)

## Zaključci o porijeklu
Kako iz legende o preuzimanju vlasti, tako i iz dvaju popisa kraljeva, vidljivo je da Sargon nije pripadao vladajućoj dinastiji. Moguće je da je bio i stranac, a zasigurno je na vlast došao nasilnim putem. Legenda o njegovu rođenju podsjeća na biblijski izvještaj o rođenju Mojsijevu, koji je nastao mnogo kasnije. Nije, međutim, moguće ni dokazati, ali ni zanijekati ovisnost biblijskog izvještaja o ovoj tradiciji.

## Vlast nad Bliskim istokom
Dok nije sasvim jasno kako je Sargon došao na vlast, vrlo je rano napao Uruk u kojem je vladao Lugal-zage-si iz Ume. Sargon je pobijedio, a potom napao i Ur, Lagaš i Umu. Simbolično je tada oprao ruke u "Donjem moru", to jest u Perzijskom zaljevu, pokazujući tako da je osvojio cijeli Sumer.
Kao upravitelje glavnih sumerskih gradova-država, Sargon je postavio Akađane, a ne Sumerane. Na taj je način i semitski akadski jezik postao lingua franca, službeni jezik natpisa u cijeloj Mezopotamiji, a utjecaj mu se osjećao kroz mnoga kasnija stoljeća.
Ipak, prethodne religijske ustanove Sumerana, koje su Semiti već ranije poznavali i često kopirali, i dalje su poštovane. Sargonova kći Enheduana postala je svećenicom Nane, boga mjeseca u Uru. I sam je Sargon nosio naslove "pomazani svećenik Anua", boga neba i zviježđa, i "veliki ensi Enlila", vrhovnog sumerskog boga.

### Ratovi na istoku
Sargon je pobijedio četvoricu elamskih vladara koje je predvodio kralj Avan. Njihovi su gradovi opljačkani, a upravitelji i kraljevi Suze, Barhaša i okolnih pokrajina postali su akadski vazali, a akadski je postao službeni jezik. Time je započela semitizacija Sumera, što je u konačnici dovelo i do nestanka Sumerana, barem kao jasne etničke skupine.

### Ratovi na zapadu
Sargon je osvojio Mari, Jarmuti i Eblu sve do gorja Taurus. Na taj je način osigurao trgovačke putove, te su se zalihe drveta i dragog kamenja slobodno mogle prevoziti Eufratom do Akada.
Tekst poznat pod naslovom "Ep o kralju bitke" opisuje Sargona kako napreduje prema Maloj Aziji ne bi li zaštitio trgovce od kralja Burušanda (ili Puršahanda). Spominje se i da je Sargon prešao Zapadno more (to jest Sredozemno more) i stigao sve do Cipra. Drevni pisci za Sargona kažu da je rekao:
"Svaki kralj koji bi htio sebe nazivati jednakim meni, neka ode dokle sam i ja stigao." (Nougayrol: 169)

### Kraj života
U kasnoj babilonskoj kronici čita se sljedeće:
U njegovoj starosti, sve su se zemlje pobunile protiv njega i opsjedale su Akad. No Sargon je izašao u borbu i pobijedio ih. Odbio ih je i uništio njihovu ogromnu vojsku. Kasnije su napali Subartu sa svojom silom, ali podvrgnuli su se njegovom oružju, a Sargon je našao njihove nastambe i razorio ih.
Sargona su naslijedili njegovi sinovi Rimuš i Maništušu. Naram Sin je bio Sargonov unuk.